# Racing Point RP19
A Racing Point RP19 egy Formula–1-es versenyautó, melyet a SportPesa Racing Point Formula One Team készített és versenyeztetett a 2019-es Formula–1 világbajnokságban. Pilótái Sergio Pérez és Lance Stroll voltak.
A csapat ebben az évben már saját néven indult, miután a Force India megnevezést végleg maguk mögött hagyták. Felemásan sikerült az idényük: a középmezőny alsó szegmensébe estek vissza, és noha Perez gyűjtötte szorgalmasabban a pontokat, nem ő, hanem Stroll érte el a csapat legjobb eredményét, a negyedik helyet a német nagydíjon. A csapat főszponzora a SportPesa sportfogadási oldal volt, valamint a BWT víz, ez utóbbi adta az autó jellegzetes rózsaszín festését, továbbá az autót hajtó Mercedes-motorokat is BWT Mercedes típusúakra márkázták át.

## Eredmények
| Év   | Csapat                                  | Motor                | Gumik | Pilóták | Futamok | Futamok | Futamok | Futamok | Futamok | Futamok | Futamok | Futamok | Futamok | Futamok | Futamok | Futamok | Futamok | Futamok | Futamok | Futamok | Futamok | Futamok | Futamok | Futamok | Futamok | Pontok | Helyezés |
| Év   | Csapat                                  | Motor                | Gumik | Pilóták | AUS     | BHR     | CHN     | AZE     | ESP     | MON     | CAN     | FRA     | AUT     | GBR     | GER     | HUN     | BEL     | ITA     | SIN     | RUS     | JPN     | MEX     | USA     | BRA     | ABU     | Pontok | Helyezés |
| ---- | --------------------------------------- | -------------------- | ----- | ------- | ------- | ------- | ------- | ------- | ------- | ------- | ------- | ------- | ------- | ------- | ------- | ------- | ------- | ------- | ------- | ------- | ------- | ------- | ------- | ------- | ------- | ------ | -------- |
| 2019 | SportPesa Racing Point Formula One Team | BWT Mercedes M10 EQ+ | P     | Pérez   | 13      | 10      | 8       | 6       | 15      | 12      | 12      | 12      | 11      | 17      | KI      | 11      | 6       | 7       | KI      | 7       | 8       | 7       | 10      | 9       | 7       | 73     | 7.       |
| 2019 | SportPesa Racing Point Formula One Team | BWT Mercedes M10 EQ+ | P     | Stroll  | 9       | 14      | 12      | 9       | KI      | 16      | 9       | 13      | 14      | 13      | 4       | 17      | 10      | 12      | 13      | 11      | 9       | 12      | 13      | 19†     | KI      | 73     | 7.       |

† - nem ért célba, de rangsorolták, mert teljesítette a táv 90%-át.

## Fordítás
- Ez a szócikk részben vagy egészben  a   Racing Point RP19 című angol Wikipédia-szócikk ezen változatának fordításán alapul.  Az eredeti cikk szerkesztőit annak laptörténete sorolja fel. Ez a jelzés csupán a megfogalmazás eredetét és a szerzői jogokat jelzi, nem szolgál a cikkben szereplő információk forrásmegjelöléseként.